# Lambertia formosa
Lambertia formosa es una especie de arbusto de la familia Proteaceae, originaria de Nueva Gales del Sur, Australia.  Es una de las 11 especies del género Lambertia dentro de la familia Proteaceae, y el único que se encuentra en el este de Australia ya los otros están restringidos al suroeste de Australia Occidental.

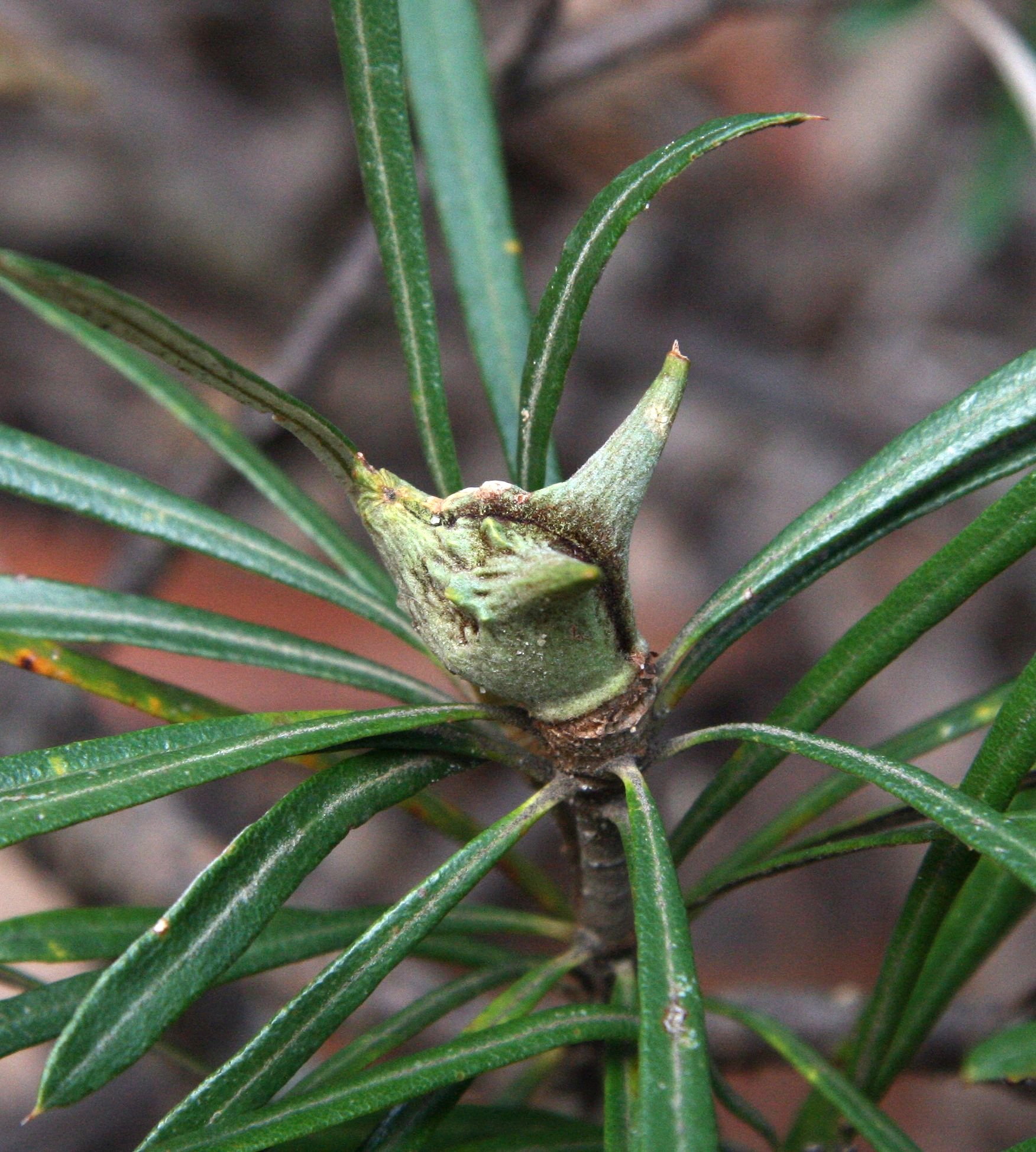
Fruto

## Descripción
Crece como un arbusto que alcanza los 2 m de altura, con uno o más tallos derivados de una base leñosa conocida como un lignotubérculo. El nuevo crecimiento está cubierto con un pelo fino pardusco. Las hojas rígidas están dispuestas en verticilos de 3, 4 o 6, en los tallos, y son lineales a estrechas oblanceoladas. Miden de 1 a 8 cm de longitud y 0,2-0,7 cm de ancho, tienen una punta puntiaguda o vértice. Las flores se ven en cualquier época del año, pero más a menudo durante la primavera y el verano (septiembre a enero). Las inflorescencias están formadas por siete pequeñas flores individuales, conocidas como floretes, y pueden ser de tonos de color rojo o rosa. Los periantos son de 4,5 cm de largo, con los estilos que sobresalen otros 1-1,5 cm. La floración es seguida por el desarrollo de frutas que tienen dos (1 cm a 1,5 cm) protuberancias córneas afiladas.

## Distribución y hábitat
Endémica de Nueva Gales del Sur,  se encuentra en la Gran Cordillera Divisoria de la vecindad de Braidwood al norte de Port Stephens, así como en algunas partes del norte de Nueva Gales del Sur alrededor de Grafton y entre Red Rock y Yamba. Su mayoría se encuentran en suelos arenosos o rocosos, y crece en los brezales, matorrales y bosque esclerófilo mallee seco.

## Ecología

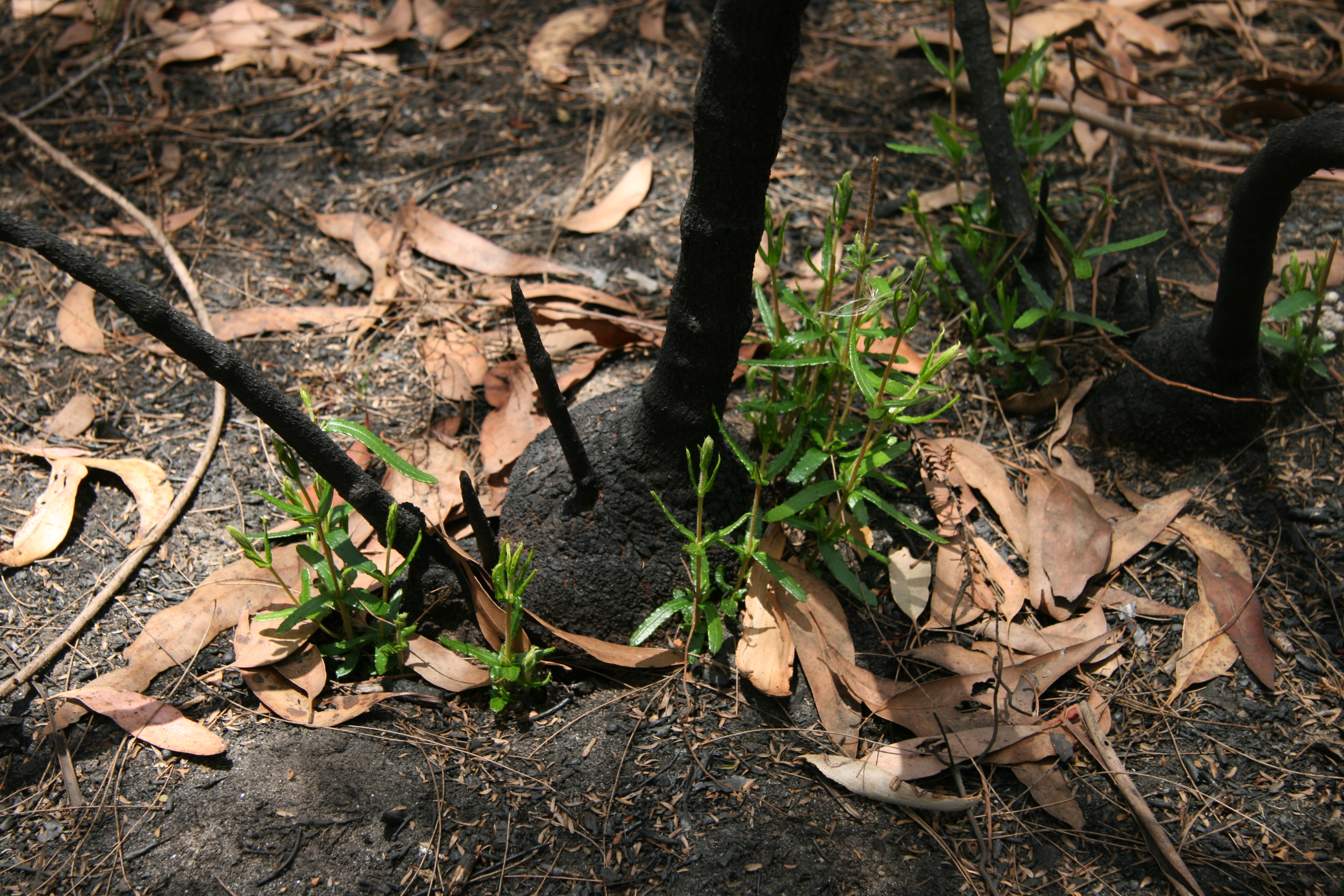
Brotes de Lambertia formosa en el lignbotúberculo después de un incendio (Lane Cove National Park)

Lambertia formosa se regenera después de los incendios forestales por el rebrote de su lignotubérculo leñoso. Los máximos de floración aparecen dos o tres años después de un incendio. Las flores son polinizadas por melífagos,  que consumen el néctar.

## Taxonomía
Lambertia formosa fue descrita por James Edward Smith y publicado en Transactions of the Linnean Society of London 4: 223. 1798.
Etimología
El género fue nombrado en 1798 por Sir James Edward Smith en honor del botánico inglés, Aylmer Bourke Lambert.
El epíteto específico de formosa es un adjetivo latino que significa 'bello'.
Sinonimia
- Lambertia barbata Gand.
- Lambertia proxima Gand.
- Protea nectarina J.C.Wendl.[7]